# Martim Rodrigues Rebelo
Martim Rodrigues Rebelo foi um Rico-homem do Reino de Portugal e senhor da Domus Fortis denominada Torre de Rabelo.

## Relações familiares
Foi filho de Rui Vasques Rebelo e de Teresa Soares de Gusmão. Casou por duas vezes, a primeira com Marinha Anes Espinhel filha de João Garica Espinel e de Urraca Mendes, de quem teve:
1. João Martins Rebelo casado com Mafalda Ozores.

O nome da segunda esposa não ficou registado na história, no entanto foi mãe de:
1. Gonçalo Martins Rebelo casado com Guiomar Anes do Amaral filha de João Lourenço do Amaral (1325 -?) e de Aldonça Vasques.